# Anaerobe Biokorrosion
Die anaerobe Biokorrosion bezeichnet die Formen der Biokorrosion, die unter anaeroben Bedingungen, also unter Ausschluss von Sauerstoff, entstehen.

## Eigenschaften
Ein bedeutender Anteil von Korrosionsschäden findet unter vollständigem Ausschluss von Sauerstoff statt, z. B. im unteren Bereich eines gefüllten Lagertanks oder in Rohrleitungssystemen. Durch Bakterien verursachte anaerobe Biokorrosion wird als bakterielle anaerobe Korrosion bezeichnet. Sie bereitet verschiedenen Industriezweigen Probleme durch Korrosion von Rohrleitungen. Sauerstoffunabhängige Bakterien verursachen durch ihren Stoffwechsel, verbunden mit der Produktion von bestimmten Enzymen, eine wesentlich höhere Korrosionsgeschwindigkeit als ohne Bakterien. Des Weiteren kann dabei giftiger Schwefelwasserstoff entstehen.
Teilweise verantwortlich für diese anaerobe Korrosion sind Sulfatreduzierende Bakterien (SRB) und Eisen- und manganoxidierende Mikroorganismen. Diese Mikroorganismen beschleunigen die Korrosion von Stahl in Erdöltanks und anderen technischen Anlagen, die sowohl mit Wasser als auch mit organischen Materialien in Kontakt kommen, gegenüber der Korrosion ohne Mitwirkung von Mikroorganismen mit einem Faktor von einigen Zehnerpotenzen. Werden solche Bereiche nicht in relativ kurzen Zeitabständen gereinigt, entstehen durch die starke und rasch fortschreitende Besiedelung mit verschiedenen Mikroorganismen, unter anderem Schleimbildnern, gelartige Biofilme. Diese mit starker Schleim- und Geruchsbildung verbundene Erscheinung wird als Biofouling bezeichnet. Sie kann die Vorstufe zur durch SRB verursachte Biokorrosion sein.
Eisenhaltige Metalllegierungen, die auf diese Weise korrodiert sind, haben auf der Oberfläche schwarze Flecken aus Eisen(II)sulfid. Unter diesem schwarzen Belag befinden sich anodisch gebildete Vertiefungen im Metall mit blanker Metalloberfläche. Durch rasantes Fortschreiten dieser Korrosion kommt es zu Lochfraß und es entstehen umfangreiche Schäden.

## Vorkommen
Anaerobe Biokorrosion kommt in verschiedenen Bereichen technischer Anlagen vor. Voraussetzung sind neben Eisenlegierungen: anaerobes Milieu (Sauerstoffausschluss) und Gegenwart von Wasser und Sulfat. In der Regel ist auch die Anwesenheit organischer Stoffe erforderlich, da die meisten der in Frage kommenden Mikroorganismen (sulfatreduzierende Bakterien) heterotroph sind, also für ihr Wachstum auf von ihnen verwertbare organische Stoffe angewiesen sind. Rohöl bietet meistens gute Voraussetzungen dafür, weil es neben organischen Verbindungen auf Grund der Fördermaßnahmen größere Mengen Oberflächenwasser, das seinerseits mikrobiell kontaminiert ist, und Sulfat enthält. Aber auch in anderen technischen Anlagen können gute Voraussetzungen für anaerobe Biokorrosion gegeben sein. Ein Beispiel dafür sind die landseitigen Bereiche an Gewässerspundwänden, sofern dort mikrobiell verwertbare organische Stoffe vorhanden sind.

## Chemismus
Im wasserhaltigen Rohöl führen die SRB eine Reduktion von Schwefelverbindungen durch, vor allem die Reduktion von Sulfat zu Sulfid. Die Schwefelverbindungen stellen für die ablaufende Redoxreaktion die Elektronenakzeptoren (-empfänger) dar. Die adäquaten Elektronenspender (Elektronendonoren) sind normalerweise an den Metalloberflächen sich bildender molekularer Wasserstoff und/oder organische Kohlenstoffverbindungen, wie Lactat, Pyruvat, Malat, hochmolekulare Fettsäuren, einfache Aromaten und ungesättigte Kohlenwasserstoffe, welche vorrangig zu Acetat oxidiert werden. Bei Besiedelung von Oberflächen eisenhaltiger Metalllegierungen kann eine Oxidation des metallischen Eisens zu Eisen2+-Ionen erfolgen, wie im Folgenden detailliert beschrieben wird.

### Erstbesiedelung durch Sauerstoff-tolerierende Mikroorganismen
Zunächst werden die Oberflächen durch fakultativ anaerobe, Sauerstoff-tolerierende Mikroorganismen besiedelt, und zwar auch in sauerstoffhaltigen Bereichen, jedoch mit mäßiger Geschwindigkeit. Diese Mikroorganismen vermehren sich an Orten ohne Konvektion am besten. Solche zirkulationsarmen Nischen finden sie in unteren Bereichen von Öltanks und in Rissen, Spalten und Poren der Beschichtung. Somit kann jeder Bereich von Lagertanks und sogar Rohrleitungen „erstbesiedelt“ werden. Diese Mikroorganismen produzieren Sauerstoff verbrauchende Enzyme (Katalase und Superoxid-Dismutase) und schaffen damit ein sauerstofffreies Milieu.

### Tuberkelbildung und Zerstörung des Eisens
In diesen anaeroben Bereichen vermehren sich vor allem obligat anaerobe Sulfat-reduzierende Bakterien (SRB) besonders schnell, sie führen einen oxydativen Energiestoffwechsel durch, bei dem Sulfat als Oxidans dient und dabei zu Schwefelwasserstoff (H2S) reduziert wird. Die SRB siedeln sich vorrangig als tuberkelförmige Kolonien an. In der Nähe der eisenhaltigen Oberfläche der Tanks kommt es nun zu einer Änderung der physikalisch-chemischen Verhältnisse. Dabei sind der aufgrund der Autoprotolyse des Wassers vorhandene Wasserstofffilm auf der Eisenoberfläche, das von den SRB produzierte Enzym Hydrogenase und das entstehende Eisen(II)sulfid (FeS) entscheidend.
Das Enzym Hydrogenase baut den schützenden Wasserstoff-Film ab und macht den Wasserstoff als Energielieferant und Elektronenspender verfügbar. Infolgedessen beginnt der oben beschriebene RedOx-Vorgang, wobei hauptsächlich Eisen zu Eisen-2+ oxidiert und Sulfat zu Sulfid reduziert wird. Die Eisen-2+Ionen werden durch die Sulfid-Ionen zu Eisen(II)sulfid abgefangen und bilden eine schwarze Kruste um die Rosttuberkel.
Das entstandene Eisen(II)sulfid (FeS) wird zur Kathode und es kommt zum Aufbau der galvanischen Zelle; Eisen / Eisensulfid (Umwandlung von chemische in elektrische Energie). Hier könnte der Wasserstoff die Spannung dieser Zelle reduzieren. Das Enzym Hydrogenase verhindert jedoch auch diesen Schutzmechanismus und regeneriert die Eisen(II)sulfid-Schicht ständig.
Betonuntergründe werden ebenfalls durch den SRB-produzierten Schwefelwasserstoff massiv angegriffen. Es kommt zu extremen Betonauswaschungen.